# Histoires

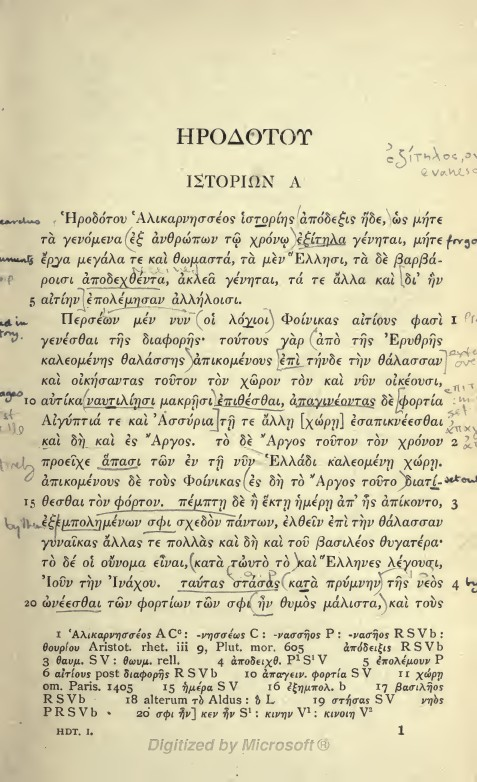
Historiae

Pour les articles homonymes, voir Histoire (homonymie) et Enquête.
L'Enquête
L'Enquête ou les Histoires  (en grec ancien : Ἱστορίαι / Historíai) est la seule œuvre connue de l'historien grec Hérodote. Le titre signifie littéralement « recherches, enquêtes » (du grec ἵστωρ / histôr, « celui qui sait, qui connaît »). C'est le plus ancien texte complet en prose que nous ayons conservé de l'Antiquité. Hérodote y expose le développement de l'Empire perse, puis y relate les guerres médiques qui opposèrent les Perses aux Grecs.

## Genèse de l'œuvre
Les Histoires ont probablement été rédigées vers 445 av. J.-C., où la tradition de la philosophie antique mentionne qu'Hérodote fit une lecture publique de son travail à Athènes, pour lequel il reçut une récompense officielle qui se serait élevée à dix talents, une somme considérable. Cependant, la composition de ce texte s'étala sur plusieurs années, du fait des longs voyages nécessaires à l'époque pour concrétiser un tel témoignage et de la complexité du propos.

## Structure de l'œuvre

Carte du monde connu décrit par Hérodote dans les Histoires.

Les Histoires se composent de neuf livres, chacun portant le nom d'une muse. Ce découpage n'est pas le fait de l'auteur : la première mention en est due à Diodore de Sicile au Ier siècle, et ce sont probablement des grammairiens alexandrins qui, au IIe siècle, organisèrent ainsi l'ouvrage. La taille de l'ouvrage devait s'adapter au livre d'alors — un rouleau de papyrus qui, pour ne pas s'enrouler ou se dérouler trop difficilement, ne devait pas être d'une taille excessive. Attestée pour la première fois de manière formelle chez Lucien de Samosate (IIe siècle), elle est probablement le fait des Alexandrins,.
- Prologue : les enlèvements survenus entre l'Asie Mineure et la Grèce : Io enlevée par les Phéniciens ; Europe et Médée par les Grecs ; Hélène par les Troyens.
- Livres I à IV : développements de l'Empire perse :
  - Livre I (Clio) : victoire de Cyrus II sur le lydien Crésus (I, 6-94), conquête de l'Assyrie et du peuple des Massagètes, et les conflits entre les Grecs et les Barbares, centrés sur le personnage de Crésus, puis les débuts de l’empire perse ;
  - Livre II (Euterpe) : description de l'Égypte;
  - Livre III (Thalie): Règne de Cambyse, fils de Cyrus; conquête de l'Égypte; en Grèce, affaire de Samos; en Perse, révolte de Smerdis, mort de Cambyse, le complot des sept. Darius reçoit la royauté, règne de Darius. Révolte de Babylone, deuxième prise de Babylone par les Perses.
  - Livre IV (Melpomène) : règne de Darius, expédition de Darius contre les Scythes; origine et culture des Scythes; les Perses contre la Libye, histoire de Cyrène.
- Livres V et VI : première guerre médique :
  - Livre V (Terpsichore) : révolte d'Ionie, digressions sur l'histoire de Sparte et Athènes ;
  - Livre VI (Érato) : réaction des Grecs, victoire de Marathon.
- Livres VII à IX : deuxième guerre médique.
  - Livre VII (Polymnie) : mort de Darius, auquel succède Xerxès ; invasion de la Grèce ; défaite des Grecs aux Thermopyles ;
  - Livre VIII (Uranie) : victoires grecques aux batailles de l'Artémision et de Salamine ; retraite de Xerxès ;
  - Livre IX (Calliope) : bataille de Platées, victoire grecque et retraite des Perses ; victoire grecque à Mycale ; prise de Sestos par les Grecs.

## Résumé

### Résumé du Livre I (Clio)
Dans le premier livre, Hérodote établit le cadre du conflit entre Grèce et Asie. Dans sa préface, il commence par retracer les origines légendaires de ce conflit (enlèvements de Io, Europe, Médée et Hélène). Le premier livre est dédié aux origines historiques: la domination de Crésus, roi de Lydie, sur les peuples grecs d'Asie mineure. Puis l'agrandissement du pouvoir de la Perse, avec la victoire de Cyrus II (Cyrus le Grand) sur Crésus.

#### Histoire des rois de Lydie
Hérodote débute son livre avec une brève histoire des rois lydiens de la dynastie des Memnades, dont la défaite après la cinquième génération a été prédite par la Pythie (l'oracle d'Apollon à Delphes). Le règne des Memnades comporte : 
- Gygès, qui s'empare du trône, voit son pouvoir confirmé par l'oracle de Delphes, et prend la ville de Colophon. Il règne pendant 38 ans.
- Ardys, qui règne pendant 49 ans.
- Sadyatte, qui règne pendant 12 ans.
- Alyatte, qui mène pendant onze ans une guerre contre la cité ionienne de Milet (sans succès), et meurt après 57 ans de règne.
- Crésus, cinquième roi de sa lignée, qui accède au pouvoir à l'âge de 35 ans, en 561 av. J.-C.

#### Histoire de Crésus
Hérodote décrit les enchaînements qui conduisent le roi lydien Crésus à mener une campagne militaire contre la Perse, d'une part en raison de sa croyance aux prophéties de l'oracle de Delphes (qu'il interprète de façon erronée, croyant qu'elles prédisent sa victoire), d'autre part dans le but de venir au secours d'Astyage, un roi Mède qui a été fait prisonnier par le roi perse Cyrus. Crésus établit des alliances militaires avec différents peuples grecs, notamment avec Sparte. Toutefois, elles ne lui sont en définitive d'aucune utilité, à cause de la rapidité de la riposte militaire de Cyrus. Après 14 jours de siège, la ville de Sardes (capitale de la Lydie) est prise, et Crésus est fait prisonnier. Une intervention miraculeuse d'Apollon lui évite la mort sur le bûcher.
Hérodote glisse dans son récit de nombreuses histoires, comme le dialogue entre Crésus et le sage Solon, à propos de la notion de bonheur, ou l'histoire du fils de Crésus, Atys, qui meurt dans des circonstances tragiques.

#### Histoire de Cyrus

Arbre généalogique de Cyrus.

Hérodote retrace la généalogie de Cyrus, remontant la lignée des rois des Mèdes, qui sont ses ancêtres du côté maternel (Déiocès, Phraorte, Cyaxare et Astyage). Le règne de Cyaxare est particulièrement mouvementé: alors qu'ils veulent soumettre et raser la ville assyrienne de Ninive, les Mèdes sont attaqués par une imposante armée scythe. Les Scythes remportent la victoire, et règnent sur l'Asie pendant 28 ans. Finalement, Cyaxare et les Mèdes parviennent à vaincre les Scythes par une ruse, récupèrent leur empire, et prennent Ninive. 
Hérodote fait ensuite un récit légendaire de l'enfance de Cyrus. 

##### Enfance de Cyrus
Astyage, le roi des Mèdes, a des rêves prémonitoires qui lui font craindre que l'enfant de sa fille Mandane (mariée à un Perse) règnerait un jour à sa place. Il donne à l'un de ses parents les plus dévoués, Harpage, la mission de tuer le nouveau-né. Harpage décide de ne pas tuer l'enfant, mais ordonne à un bouvier, Mitradatès, de l'abandonner dans une région montagneuse, pour qu'il soit dévoré par les bêtes fauves. La femme du bouvier venant de mettre au monde un enfant mort-né, le couple décide de garder le fils de Mandane en vie, en le faisant passer pour leur propre enfant. Lorsqu'il est âgé de dix ans, le comportement du garçon attire l'attention d'Astyage, qui découvre la vérité.
Le bouvier et Harpage font leurs aveux. Pour se venger de Harpage, Astyage force celui-ci à manger la chair de son propre fils. Il convoque les Mages (tribu Mède) pour décider du sort de Cyrus. Sur leurs conseils, il renvoie le garçon auprès de sa famille en Perse.

##### Révolte de Cyrus contre les Mèdes
Pendant les années suivantes, Harpage parvient à convaincre les plus puissants des Mèdes à se retourner contre Astyage, et à soutenir Cyrus. Cyrus ayant atteint l'âge adulte, Harpage lui fait parvenir un message secret, l'incitant à conduire les Perses à la révolte contre leur oppresseur Astyage.
Lorsque Cyrus mène ses tribus perses contre Astyage, celui-ci met Harpage à la tête des troupes mèdes. C'est une grave erreur, car une grande partie des troupes font partie du complot et prennent la fuite. Astyage est vaincu et fait prisonnier, et les Mèdes sont mis sous le joug des Perses. Cyrus devient par cette victoire maître de l'Asie, et débute la domination des Achéménides.
Hérodote donne quelques précisions sur les coutumes des Perses (les sacrifices religieux à leurs divinités, les festivités, les relations hiérarchiques, la justice, les rites funéraires). Hérodote considère les Perses comme "le peuple le plus ouvert aux coutumes étrangères" (I 135).
Après sa victoire contre Astyage (vers 550) et Crésus (vers 547), Cyrus envoie Harpage en tant que général mener ses armées en Ionie et en Asie Mineure. Hérodote raconte les destinées des différents peuples, notamment les Phocéens, les Cariens, Cauniens et Lyciens.

##### Cyrus contre l'Assyrie
Cyrus lui-même dirige la conquête de l'Assyrie, et parvient à prendre Babylone, en l'an 539. Hérodote décrit la cité de Babylone, raconte le règne de la reine Nitocris, et décrit la prise de Babylone. La ville étant préparée à supporter un long siège, Cyrus a recours à une ruse. Il fait creuser un canal pour détourner l'Euphrate dans un lac artificiel, ce qui permet à son armée de pénétrer dans la ville par le lit du fleuve, et de prendre les Babyloniens par surprise.
Hérodote livre ensuite une description de l'Assyrie, et des mœurs et coutumes des Babyloniens.

##### Cyrus contre les Massagètes
Cyrus veut ensuite soumettre le peuple des Massagètes, un peuple nomade vivant au-delà de l'Araxe, dans la région de la Caspienne, dirigé par la reine Tomyris. Au terme d'une bataille acharnée, l'armée perse est vaincue, et Cyrus perd la vie, après vingt-neuf ans de règne. Le livre I s'achève sur une description du mode de vie des Massagètes.

#### Personnages du livre I
- Crésus, roi de Lydie, le dernier souverain de la dynastie des Mermnades. Il est soumis par Cyrus, qui le garde auprès de lui comme conseiller.
- Pisistrate, tyran d'Athènes.
- Thrasybule, tyran de Milet.
- Périandre, tyran de Corinthe.
- Astyage, roi des Mèdes, quatrième de sa lignée. Il se distingue par sa cruauté.
- Harpage, un Mède qui aide Cyrus à s'emparer du pouvoir, afin de se venger d'Astyage. Cyrus lui confie le commandement de l'armée perse durant les expéditions visant à soumettre l'Ionie et l'Asie Mineure.

### Résumé du Livre II (Euterpe)
Dans le deuxième livre, Hérodote dresse le portrait de l'Egypte, avant sa conquête par Cambyse, le fils de Cyrus. Il décrit la géographie, le fleuve Nil. Les coutumes des Égyptiens, leur religion (II, 37). Les animaux sacrés (II, 65): chat, crocodile, hippopotame, phénix, serpents, ibis. Les mœurs des Égyptiens, leurs rites funéraires, leur nourriture, leurs bateaux. Hérodote précise que jusqu'ici, il a rapporté ce que "ses yeux, ses réflexions et ses enquêtes" lui ont appris. 

#### Histoire de l'Égypte

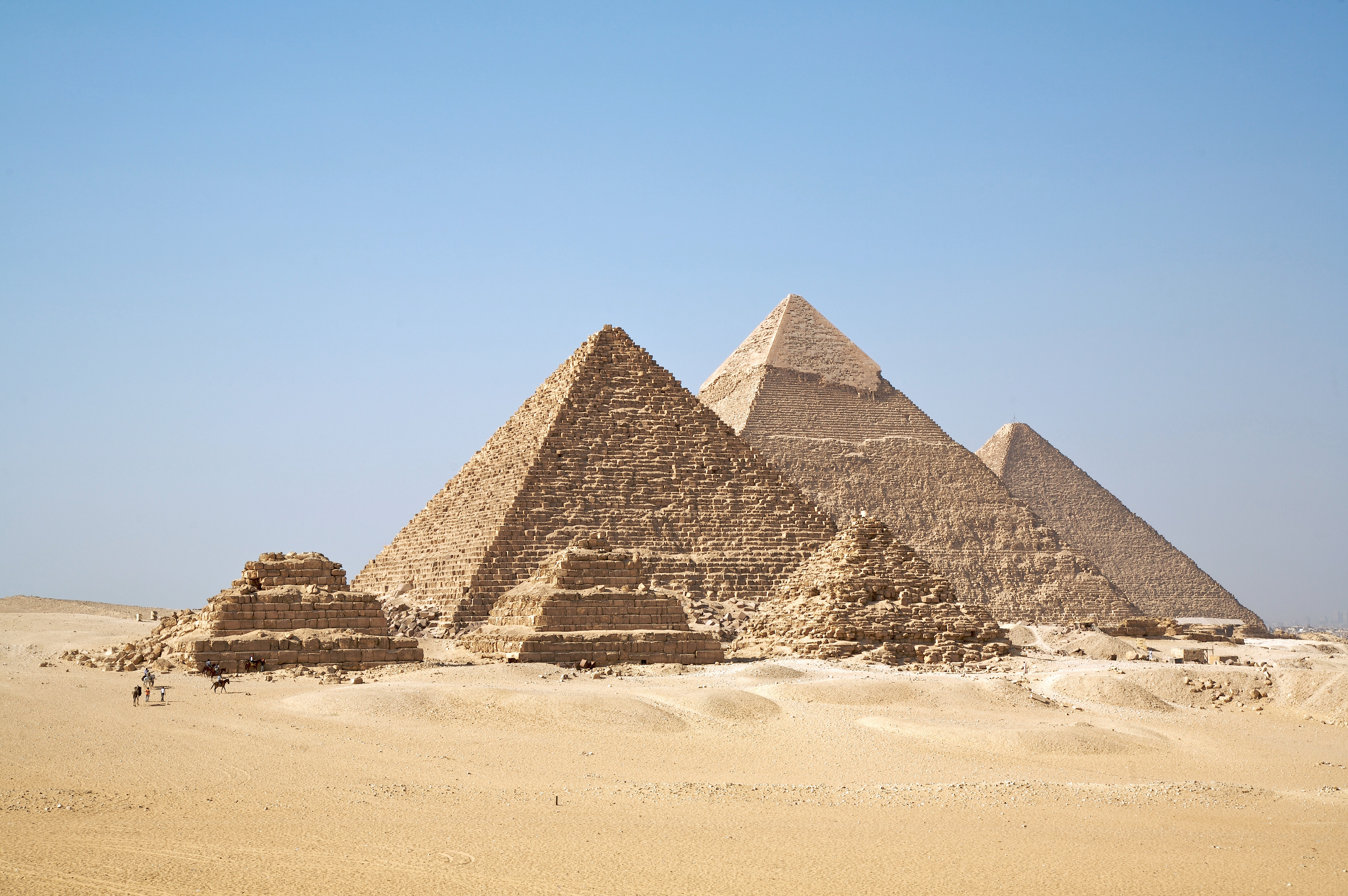
Les pyramides de Gizeh (à l'arrière celles de Mycérinos, Chéphren et Chéops).

Dans cette partie, Hérodote retrace la lignée des rois (pharaons) égyptiens: 
- Min, premier roi d'Égypte, fondateur de Memphis. Les prêtres citent à Hérodote les noms de 300 rois qui lui ont succédé.
- Nitocris (II, 100), reine semi-légendaire de la VIe dynastie. Hérodote rapporte qu'elle fait périr par une ruse les assassins de son mari.
- Moéris, à qui sont attribués plusieurs ouvrages: le portique d'entrée du temple d'Héphaistos (Ptah) à Memphis, un lac artificiel, et des pyramides élevées dans ce lac.
- Sésotris (II, 102), à qui sont attribués des conquêtes militaires en Érythrée, en Asie et Europe. Selon Hérodote, les Colchidiens sont des descendants des troupes de Sésostris.
- Phéros, fils de Sésotris. Puni par le fleuve Nil, il devient aveugle pendant dix ans, avant d'être guéri grâce aux conseils venus de l'oracle de Bouto.
- Protée, successeur de Phéros. Hérodote relate un récit des prêtres égyptiens, selon lequel Protée aurait accueilli Hélène en Égypte, à l'époque de la guerre de Troie. Ménélas, le roi de Sparte et mari d'Hélène, serait venu après la prise de Troie la retrouver à Memphis.
- Rhampsinite (II, 121-123), que les historiens identifient à Ramsès III ou Ramsès II[5]. Au sujet de ce roi qui possédait une immense fortune, Hérodote rapporte un conte traditionnel, "Le conte des voleurs". Dans ce récit, deux frères tentent par une ruse de dérober le trésor du roi.
- Chéops (II, 124-126), qui réduit son peuple à la misère, ferme tous les temples et interdit aux Égyptiens de faire des sacrifices aux dieux. La construction de la grande pyramide (vers 2560 av. J.-C.) mobilise tout le peuple pendant des dizaines d'années.
- Chéphren, frère de Chéops, se conduit comme son prédécesseur. Il fait également édifier une pyramide, de plus petite taille, utilisant pour sa base une pierre veinée d'Éthiopie (granit rose d'Assouan). Hérodote précise avoir lui-même mesuré les dimensions des pyramides.
- Mycérinos, fils de Chéops, n'approuve pas la politique de ses prédécesseurs. Il permet à son peuple de reprendre ses activités et les sacrifices aux dieux. Il est toutefois affligé par plusieurs malheurs, dont la mort de sa fille unique, pour laquelle il construit une sépulture exceptionnelle: une vache de bois creuse couverte d'or. Mycérinos fait également édifier une pyramide, la plus petite des trois. Hérodote réfute une rumeur selon laquelle la pyramide de Mycérinos aurait été édifiée par Rhodopis, une courtisane d'origine thrace.
- Asychis (II, 136), qui aurait laissé pour immortaliser son nom une pyramide construite en briques, et non en pierre.
- Anysis, un roi aveugle, qui perd le trône à la suite de la conquête de l'Égypte par les Éthiopiens, et se réfugie dans les marais.
- Sabacôs l'Éthiopien, identifié par les historiens à Chabaka (vers 716-701 av. J.-C.)[6]. Sous son règne, des travaux de terrassement relèvent le sol des villes, en particulier à Bubastis. Alerté par une vision dans son sommeil, et par des oracles, il se retire volontairement d'Égypte après cinquante ans de règne. Le pouvoir est aussitôt repris par Anysis, qui avait passé ces cinquante ans dans une île secrète.
- Séthon, un prêtre d'Héphaistos, lui succède (II, 141). Sous son règne, la classe des guerriers est défavorisée. Abandonné par son armée lors d'une attaque du roi d'Arabie et d'Assyrie (vers 700), Séthon demande de l'aide à son dieu. Il est miraculeusement secouru par des rats des champs, qui rongent pendant la nuit l'équipement des ennemis.
- La dodécarchie: après le règne de Séthon, l'Égypte est divisée en douze lots, chacun soumis à un roi. Afin de laisser un monument à leur mémoire, ces douze rois font construire un labyrinthe, au-dessus du lac Moéris et proche de la ville de Crocodilopolis. Hérodote donne une description de cette construction "encore supérieure aux pyramides", qui compte douze cours et trois mille pièces, dont la moitié souterraines. Hérodote décrit également le lac Moéris, qui aurait été "creusé par la main de l'homme", et alimenté par l'eau du Nil au moyen d'un canal. Au milieu du lac s'élèvent deux pyramides, chacune portant un colosse de pierre assis sur un trône.
- Psammétique : il est l'un des douze rois. En raison d'un oracle, il est dépouillé de sa puissance et envoyé en exil, dans les marais, par ses onze collègues. Décidé à se venger, il s'allie à des guerriers Ioniens et Cariens, et devient ainsi maître de l'Égypte entière (vers 663).

L'histoire des rois continue avec Nécôs, Psammis, Apriès, et Amasis.

#### Divinités égyptiennes et grecques
Dans son récit, Hérodote établit les correspondances suivantes entre les divinités: 
| Nom égyptien                           | Nom grec   |
| -------------------------------------- | ---------- |
| Amon (dieu à tête de bélier)           | Zeus       |
| Osiris                                 | Dionysos   |
| Horus (le faucon)                      | Apollon    |
| Bubastis (la déesse-chat Bastet)       | Artémis    |
| Neith (déesse vierge et guerrière)     | Athéna     |
| Thot (dieu-ibis)                       | Hermès     |
| Seth                                   | Typhon     |
| Apis (dieu-taureau de Memphis)         | Épaphos    |
| Onouris (dieu combattant)              | Arès       |
| Ptah (dieu des artisans, des artistes) | Héphaistos |

### Résumé du livre III (Thalie)
Règne de Cambyse, fils de Cyrus (III 1-38) ; conquête de l'Égypte (en 525). Expéditions lancées par Cambyse contre les Éthiopiens et Carthage. Cambyse blesse le bœuf incarnant Apis, folie et crimes de Cambyse.
En Grèce, affaire de Samos (III 39-60), histoire de Polycrate, Sparte contre Samos, Corinthe contre Samos, Périandre et son fils, siège de Samos.
En Perse, révolte de Smerdis, mort de Cambyse (en 522), le complot des sept. Darius reçoit la royauté. L'empire de Darius, les satrapies, l'Inde, l'Arabie, l'Éthiopie. Règne de Darius.
Révolte de Babylone, deuxième prise de Babylone par les Perses (III 150-160).

## Analyse
L'œuvre mêle des éléments ethnographiques à d'autres proprement historiques. Felix Jacoby reconnaît dans ce mélange l'influence d'Hécatée et insiste sur le caractère dispersé des développements. D'autres commentateurs (Henry R. Immerwahr) ont au contraire insisté sur l'unité profonde de l'œuvre.
On peut être surpris par les digressions d’Hérodote : un développement peut être mis temporairement de côté parce que l'auteur veut préciser tels ou tels propos ; ainsi pour expliquer la prise de Babylone par Cyrus, Hérodote décrit d'abord la ville, ses habitants, leurs mœurs, et il cite les grands rois et les grandes reines qui lui ont permis de devenir ce qu'elle était à cette époque ; tout cela effectué, il rend finalement compte de la prise de la ville. Cela s'explique par le fait que le livre, à l'époque, était écrit non pour être lu, mais pour être entendu par un public. Il n'a ainsi pas été fait pour être consulté d'une manière linéaire, comme le lecteur a l'habitude de le faire aujourd'hui, mais pour que certains fragments puissent être expliqués et compris par des auditeurs lors d'une lecture publique.

## La représentation du monde dans lesHistoires
Hérodote, au cours de sa vie, a toujours eu la volonté de structurer le monde avec un centre et des limites. En outre, sa vision du monde est bien différente de celle des géographes d'aujourd'hui. En effet, la Terre est pour lui constituée de seulement trois continents : l'Europe, l'Asie et la Libye. L'Ionie est un pays civilisé et aucune autre nation ne peut être comparée à elle. Hérodote place cette région au centre du monde connu tel qu'il se l'imagine. Mais, grand voyageur, ayant vu vivre les Grecs aux côtés des Scythes sur les rives de la mer Noire, il n'est pas choqué par les coutumes scythes et se garde bien d’opposer les Scythes aux Grecs civilisés : le mot « barbare » n'avait du reste pour lui que la signification d’« étranger », pour désigner le non-Grec que l’on ne comprend pas quand il parle.

### Centre climatique
Tout d’abord, l’Ionie serait un centre climatique puisqu'Hérodote est persuadé que toutes les villes construites hors de ce pays s'exposent, soit au froid et aux averses, soit à des chaleurs insoutenables et à des sécheresses, alors qu’en Ionie le climat serait toujours agréable.

### Centre moral, politique et militaire
Ensuite, l’historien voit cette région comme un centre moral, politique et militaire. Effectivement, il estime que les Spartiates agissent comme des guerriers idéalistes, ne combattant que pour l’arété (ἀρετή), dans le sens de « gloire ou honneur », et en aucune façon pour les biens matériels. D’ailleurs, une de leurs devises pourrait être « Vaincre ou mourir ». D'après lui, ils obéissent aveuglément à la loi. Elle représenterait leur maître absolu puisqu'elle ne peut être tuée ou détrônée, contrairement à un roi. Ils vivraient dans le respect tandis que les étrangers, comme les Perses, ne rechercheraient que le profit notamment dans la guerre ou dans les jeux. Pour toutes ces raisons, Hérodote considère l'Ionie comme un pays respectable.

### Les confins
Enfin, Hérodote s’intéresse à ce qu’il pense être les extrémités du globe terrestre et étudie des pays comme la Libye, l’Inde ou encore la Scythie. Selon lui, ces contrées regorgeraient d’arbres ou d’animaux sauvages inconnus et merveilleux à la fois. Leurs habitants posséderaient des cultures différentes et intéressantes. Cela n’empêche pas Hérodote de trouver ces étrangers également sauvages, pratiquant des coutumes grossières.

## Éditions
La première édition du texte grec des Histoires paraît sur les Presses aldines en 1502. Une sélection de textes choisis et présentés par l'helléniste André Bonnard est disponible aux Éditions de L'Aire sous le titre de Découverte du Monde (L'Aire, Vevey, 1981).

#### Éditions et Ouvrages généraux
- Consulter la liste des éditions de cette œuvre
- Suzanne Saïd, Monique Trédé et Alain Le Boulluec, Histoire de la littérature grecque, Paris, Presses universitaires de France, coll. « Premier Cycle », 1997 (ISBN 2130482333 et 978-2130482338).

#### Études
- Pascal Payen, « Comment résister à la conquête ? Temps, espace et récit chez Hérodote », Revue des Études Grecques, t. 108,‎ juillet-décembre 1995, p. 308-338 (lire en ligne)
- Pascal Payen, « Historia et intrigue. Les ressources « mimétiques» de l’Enquête d’Hérodote », Dialogues d'histoire ancienne, t. Supplément n°4-1 : Jeux et enjeux de la mise en forme de l'histoire. Recherches sur le genre historique en Grèce et à Rome,‎ 2010, p. 239-260 (lire en ligne)
- Violaine Sebillotte Cuchet, « Hérodote et Artémisia d’Halicarnasse », Clio. Histoire‚ femmes et sociétés [En ligne], vol. 27,‎ 2008 (lire en ligne)
- Andrée Barguet, Préface, dans Hérodote, L'Enquête Livres I à IV, Gallimard, 1964.